# Paul Rudd
Paul Stephen Rudd (sinh ngày 6 tháng 4 năm 1969) là một nam diễn viên, nghệ sĩ hài, biên kịch kiêm nhà sản xuất phim người Mỹ. Anh học sân khấu tại Đại học Kansas và Học viện Nghệ thuật Sân khấu Hoa Kỳ, trước khi tham gia diễn xuất vào năm 1991. Anh đã nhận được một ngôi sao trên Đại lộ Danh vọng Hollywood vào tháng 7 năm 2015. Anh được vinh danh là một phần của Forbes Celebrity 100 vào năm 2019. Năm 2021, anh được tạp chí People vinh danh là " Người đàn ông gợi cảm nhất ".
Các phim điện ảnh của anh bao gồm Clueless (1995), Halloween: The Curse of Michael Myers (1995), Romeo + Juliet (1996), The Object of My Affection (1998), Wet Hot American Summer (2001), Anchorman: The Legend of Ron Burgundy (2004), The 40-Year-Old Virgin (2005), Knocked Up (2007), This Is 40 (2012), Wanderlust (2012), Mute (2018), The Fundamentals of Caring (2016), Ideal Home (2018), và Ghostbusters: Afterlife (2021). Anh cũng đã đóng vai Scott Lang / Người Kiến trong Vũ trụ Điện ảnh Marvel, xuất hiện trong Ant-Man (2015), Captain America: Civil War (2016), Ant-Man and the Wasp (2018), Avengers: Endgame (2019) và loạt phim hoạt hình What If...? (2021).
Ngoài sự nghiệp điện ảnh của mình, Rudd đã xuất hiện trong nhiều chương trình truyền hình, bao gồm bộ phim sitcom Friends của đài NBC với vai Mike Hannigan, cùng với các vai khách mời trên Tim và Eric Awesome Show, Great Job!, Reno 911! và Parks and Recreation, và cũng đã dẫn chương trình Saturday Night Live nhiều lần. Anh đóng một vai kép trong loạt phim hài Live with Yourself của Netflix, bộ phim đã mang về cho anh đề cử Giải Quả cầu vàng cho Nam diễn viên chính xuất sắc nhất - Phim truyền hình Nhạc kịch hoặc Hài kịch. Anh đóng vai chính trong miniseries The Shrink Next Door (2021).

## Thời thơ ấu
Rudd sinh ra tại Passaic, bang New Jersey, Mỹ. Năm anh 10 tuổi, gia đình anh chuyển tới Lenexa, Kansas sinh sống. Rudd tốt nghiệp trường Trung học Shawnee Mission West năm 1987. Sau đó anh theo học Đại học Kansas khoa sân khấu. Anh cũng từng học diễn xuất ở Học viện Sân khấu Hoa Kỳ, cùng với diễn viên Matthew Lillard.

## Đời tư
Rudd kết hôn với Julie Yaeger năm 2003. Cặp đôi đã sinh được hai con, một trai một gái, và đang hiện sống ở Rhinebeck, New York.

## Danh sách phim

### Điện ảnh
| Năm  | Phim                                            | Vai diễn                | Ghi chú                                | Nguồn         |
| ---- | ----------------------------------------------- | ----------------------- | -------------------------------------- | ------------- |
| 1995 | Clueless                                        | Josh                    |                                        | [ 14 ]        |
|      | Halloween 6: The Curse of Michael Myers         | Tommy Doyle             | Credited as Paul Stephen Rudd          | [ 15 ]        |
| 1996 | Romeo + Juliet                                  | Dave Paris              |                                        | [ 16 ]        |
|      | The Size of Watermelons                         | Alex                    |                                        | [ 17 ]        |
| 1997 | The Locusts                                     | Earl                    |                                        | [ 18 ]        |
| 1998 | Overnight Delivery                              | Wyatt Trips             | Direct-to-video                        | [ 19 ]        |
|      | The Object of My Affection                      | George Hanson           |                                        | [ 20 ]        |
| 1999 | 200 Cigarettes                                  | Kevin                   |                                        | [ 21 ]        |
|      | The Cider House Rules                           | Wally Worthington       |                                        | [ 22 ]        |
| 2000 | Gen-Y Cops                                      | Ian Curtis              |                                        | [ 23 ]        |
| 2001 | Wet Hot American Summer                         | Andy                    |                                        | [ 24 ]        |
|      | On the Edge                                     | Dr. Kenneth Grearly     | Short film; Segment: "Reaching Normal" | [ 25 ]        |
|      | The Château                                     | Graham Granville        |                                        | [ 26 ]        |
| 2003 | The Shape of Things                             | Adam Sorenson           |                                        | [ 27 ]        |
|      | 2 Days                                          | Paul Miller             |                                        | [ 28 ]        |
|      | House Hunting                                   | Daniel                  | Short film                             | [ 29 ]        |
| 2004 | Anchorman: The Legend of Ron Burgundy           | Brian Fantana           |                                        | [ 30 ]        |
|      | P.S.                                            | Sammy Silverstein       |                                        | [ 31 ]        |
|      | Wake Up, Ron Burgundy: The Lost Movie           | Brian Fantana           | Straight-to-DVD                        | [ 32 ]        |
| 2005 | The Baxter                                      | Dan Abbott              |                                        | [ 33 ]        |
|      | The 40-Year-Old Virgin                          | David                   |                                        | [ 34 ]        |
|      | Tennis, Anyone...?                              | Lance Rockwood          |                                        | [ 35 ]        |
| 2006 | The Oh in Ohio                                  | Jack Chase              |                                        | [ 36 ]        |
|      | Diggers                                         | Hunt                    |                                        | [ 37 ]        |
|      | Night at the Museum                             | Don                     |                                        | [ 38 ]        |
| 2007 | Reno 911!: Miami                                | Ethan                   |                                        | [ 38 ]        |
|      | I Could Never Be Your Woman                     | Adam                    |                                        | [ 38 ]        |
|      | The Ex                                          | Leon                    |                                        | [ 38 ]        |
|      | Knocked Up                                      | Pete                    |                                        | [ 39 ]        |
|      | The Ten                                         | Jeff Reigert            | Also producer                          | [ 38 ]        |
|      | Walk Hard: The Dewey Cox Story                  | John Lennon             | Uncredited cameo                       | [ 38 ]        |
| 2008 | Over Her Dead Body                              | Henry                   |                                        | [ 40 ]        |
|      | Forgetting Sarah Marshall                       | Chuck/Kunu              |                                        | [ 38 ]        |
|      | Role Models                                     | Danny                   | Also writer                            | [ 41 ]        |
| 2009 | I Love You, Man                                 | Peter Klaven            |                                        | [ 38 ]        |
|      | Sesame Street: Being Green                      | Mr. Earth               |                                        | [ 42 ]        |
|      | Monsters vs. Aliens                             | Derek Dietl (voice)     |                                        | [ 38 ]        |
|      | Year One                                        | Abel                    | Uncredited                             | [ 38 ]        |
| 2010 | Dinner for Schmucks                             | Tim                     |                                        | [ 38 ]        |
|      | How Do You Know                                 | George                  |                                        | [ 43 ]        |
| 2011 | Our Idiot Brother                               | Ned                     |                                        | [ 38 ]        |
| 2012 | Wanderlust                                      | George Gergenblatt      | Also producer                          | [ 44 ]        |
|      | The Perks of Being a Wallflower                 | Mr. Anderson            |                                        | [ 38 ]        |
|      | This Is 40                                      | Pete                    |                                        | [ 45 ]        |
| 2013 | Admission                                       | John Pressman           |                                        | [ 38 ]        |
|      | Prince Avalanche                                | Alvin                   |                                        | [ 46 ]        |
|      | This Is the End                                 | Himself                 | Cameo                                  | [ 38 ]        |
|      | All Is Bright                                   | Rene                    |                                        | [ 38 ]        |
|      | Anchorman 2: The Legend Continues               | Brian Fantana           |                                        | [ 38 ]        |
| 2014 | They Came Together                              | Joel                    |                                        | [ 47 ]        |
| 2015 | The Little Prince                               | Mr. Prince (voice)      |                                        | [ 38 ]        |
|      | Ant-Man                                         | Scott Lang / Người Kiến | Also writer                            | [ 48 ]        |
| 2016 | Captain America: Civil War                      | Scott Lang / Người Kiến |                                        | [ 48 ]        |
|      | The Fundamentals of Caring                      | Ben Benjamin            |                                        | [ 49 ]        |
|      | Sausage Party                                   | Darren (voice)          |                                        | [ 38 ]        |
|      | Nerdland                                        | John (voice)            |                                        | [ 38 ]        |
| 2017 | Fun Mom Dinner                                  | Brady                   | Cameo; also executive producer         | [ 50 ] [ 51 ] |
| 2018 | The Catcher Was a Spy                           | Moe Berg                |                                        | [ 38 ]        |
|      | Ideal Home                                      | Paul                    |                                        | [ 38 ]        |
|      | Mute                                            | Cactus Bill             |                                        | [ 38 ]        |
|      | Người Kiến và Chiến binh Ong                    | Scott Lang / Người Kiến | Also writer                            | [ 48 ]        |
| 2019 | Avengers: Hồi kết                               | Scott Lang / Người Kiến |                                        | [ 48 ]        |
|      | Between Two Ferns: The Movie                    | Chính mình              |                                        | [ 52 ]        |
| 2021 | Biệt đội săn ma: Chuyển kiếp                    | Gary Grooberson         |                                        | [ 53 ]        |
|      | My Beautiful Stutter                            | Chính mình              | Also executive producer                | [ 54 ]        |
| 2022 | Chip 'n Dale: Rescue Rangers                    | Chính mình              | Cameo                                  |               |
|      | The Bob's Burgers Movie                         | Jericho                 | Cameo                                  |               |
| 2023 | Người Kiến và Chiến binh Ong: Thế giới Lượng tử | Scott Lang / Người Kiến |                                        |               |
| 2024 | Biệt đội săn ma: Kỷ nguyên băng giá             | Gary Grooberson         |                                        |               |

### Truyền hình
| Năm              | Tiêu đề                                    | Vai diễn                      | Ghi chú                                                   | Nguồn                |
| ---------------- | ------------------------------------------ | ----------------------------- | --------------------------------------------------------- | -------------------- |
| 1986             | Knight Power                               | Suki Taneka (voice)           | Episode: "The Lost Treasure Of The Golden Squirrel"       |                      |
| 1992–1995        | Sisters                                    | Kirby Philby                  | 20 episodes; credited as Paul Stephen Rudd                | [ 55 ]               |
| 1993             | Moment of Truth: Stalking Back             | Scott                         | Television film                                           | [ 56 ]               |
| 1993             | The Fire Next Time                         | David                         | 1 episode; credited as Paul Stephen Rudd                  | [ 57 ]               |
| 1994             | Runaway Daughters                          | Jimmy                         | Television film                                           |                      |
| 1994             | Wild Oats                                  | Brian Grant                   | 6 episodes                                                |                      |
| 1996             | Clueless                                   | Sonny                         | Episode: "I Got You Babe"                                 |                      |
| 2000             | Deadline                                   | Zander Price                  | Episode: "Lovers and Madmen"                              |                      |
| 2000             | Strangers with Candy                       | Brent Brooks                  | Episode: "The Last Temptation of Blank"                   |                      |
| 2000             | The Great Gatsby                           | Nick Carraway                 | Television film                                           | [ 58 ]               |
| 2002–2004        | Friends                                    | Mike Hannigan                 | Recurring character; 18 episodes                          | [ 59 ]               |
| 2005             | Stella                                     | Greg                          | Episode: "Office Party"                                   | [ 60 ]               |
| 2006             | Cheap Seats                                | Dave Penders                  | Episode: "1996 Spelling Bee: Part 2"                      | [ 61 ]               |
| 2006             | Robot Chicken                              | Various voice roles           | Episode: "Book of Corrine"                                | [ 62 ]               |
| 2006–2007        | Reno 911!                                  | Guy Gerricault                | 5 episodes                                                | [ 63 ]               |
| 2007             | The Naked Trucker and T-Bones Show         | Antagonistic Passenger        | Episode: "Gold Watch"                                     |                      |
| 2007             | Veronica Mars                              | Desmond Fellows               | Episode: "Debasement Tapes"                               | [ 64 ]               |
| 2007             | Hard Knocks                                | Narrator / Himself            | Episode: "Training Camp with the Kansas City Chiefs"      |                      |
| 2008             | Little Britain USA                         | French president              | Episode: "1.3"                                            | [ 65 ]               |
| 2008             | Wainy Days                                 | Alias                         | Web series; Episode: "The Pickup"                         | [ 66 ]               |
| 2008–2022        | Saturday Night Live                        | Host / Self                   | 12 episodes                                               | [ 67 ]               |
| 2009             | Delocated                                  | Himself                       | Episode: "Pilot"                                          | [ 68 ]               |
| 2009–2010, 2022  | Party Down                                 | —                             | Co-creator, writer and executive producer                 | [ 69 ]               |
| 2012             | Tim and Eric Awesome Show, Great Job!      | Himself / Various roles       | Episode: "Man Milk"                                       | [ 70 ]               |
| 2011, 2014, 2020 | The Simpsons                               | Dr. Zander / Himself (voices) | 3 episodes                                                | [ 71 ] [ 72 ] [ 73 ] |
| 2012, 2015, 2020 | Parks and Recreation                       | Bobby Newport                 | 6 episodes                                                | [ 74 ]               |
| 2012             | Comedy Bang! Bang!                         | Himself                       | Episode: "Paul Rudd Wears A Red Lumberjack Flannel Shirt" | [ 75 ]               |
| 2012             | Louie                                      | Himself                       | Episode: "Late Show: Part 3"                              | [ 76 ]               |
| 2013             | Burning Love                               | Nate                          | 3 episodes                                                |                      |
| 2014             | Celery Man                                 | Various roles                 |                                                           | [ 77 ]               |
| 2015             | The Jack and Triumph Show                  | Himself                       | Episode: "Coffee"                                         | [ 78 ]               |
| 2015             | Moone Boy                                  | George Gershwin               | Episode: "Gershwin's Bucket List"                         | [ 79 ]               |
| 2015             | WHIH Newsfront                             | Scott Lang                    | 2 episodes                                                | [ 80 ]               |
| 2015             | Wet Hot American Summer: First Day of Camp | Andy                          | 8 episodes                                                | [ 81 ]               |
| 2015             | Neon Joe, Werewolf Hunter                  | Himself                       | Episode: "Made Ya Look"                                   | [ 82 ]               |
| 2016             | Bob's Burgers                              | Jericho (voice)               | Episode: "The Horse Rider-er"                             | [ 83 ]               |
| 2016             | Travel Man                                 | Himself                       | Episode: "48 Hours in Helsinki"                           | [ 84 ]               |
| 2017             | Nightcap                                   | Himself                       | Episode: "Go-Fund Yourself"                               | [ 85 ]               |
| 2017             | Wet Hot American Summer: Ten Years Later   | Andy                          | 6 episodes                                                | [ 86 ]               |
| 2018             | iZombie                                    | Paul Rudd                     | Episode: "And He Shall Be A Good Man"; uncredited         | [ 87 ]               |
| 2019             | Living with Yourself                       | Miles Elliot                  | 8 episodes; also executive producer                       | [ 88 ]               |
| 2020             | Last Week Tonight with John Oliver         | Himself                       | Episode: "Conspiracy Theories"                            | [ 89 ]               |
| 2020             | Home Movie: The Princess Bride             | Westley                       | Episode: "Chapter Ten: To The Pain!"                      |                      |
| 2020             | At Home with Amy Sedaris                   | Melisso Junkins               | Episode: "New Year's"                                     |                      |
| 2020–nay         | Tiny World                                 | Himself / Narrator            | 12 episodes                                               | [ 90 ]               |
| 2021             | What If...?                                | Scott Lang / Ant-Man (voice)  | Episode: "What If... Zombies?!"                           | [ 91 ]               |
| 2021             | The Shrink Next Door                       | Dr. Isaac Herschkopf          | 8 episodes; also executive producer                       | [ 92 ]               |